# Ka Ra Va Na
Ka Ra Va Na – czwarty album Jafii, polskiego zespołu reggae'owego. Wydała go 18 maja 2015 wytwórnia Warner Music Poland.

## Lista utworów
1. The Drift
2. Your Happiness
3. Powstanie (feat. Dorrey Lin Lyles)
4. Mama
5. Skrucha (feat. Kayah)
6. Rescue Chair
7. Do celu
8. U siebie
9. Karavana
10. Sons & Doughters (feat. Wojciech Karolak)
11. W drogę
12. Somehow (feat. Dorrey Lin Lyles)

## Wykonawcy
- Jafia:
  - Dawid Portasz – śpiew, gitara
  - Tomasz Koźlarek – gitara basowa
  - Mirosław Chojnacki – instrumenty perkusyjne
  - Jan Gembala – instrumenty klawiszowe, fortepian, organy Hammonda, programowanie
  - Rafał Czajkowski – gitara
- Kayah – śpiew (5)
- Wojciech Karolak – organy Hammonda (10)
- Marcin Pospieszalski – gitara basowa (10), programowanie (3, 4, 7, 12)
- Tomas Celis Sanchez – perkusja (2, 4, 5, 8, 9, 11)
- Łukasz Łacny – róg (8)
- Tomasz Busławski – saksofon (3, 4, 5, 6)
- Przemysław Kostrzewa – trąbka (3, 4, 5, 6)
- Dorrey Lin Lyles – chórki (1-10, 12), śpiew (3, 12)
- Brittany Lyles – chórki (1-10, 12)
- Jami Holland – chórki (1-10, 12)
- Sekstet smyczkowy:
  - Elżbieta Skrzymowska – skrzypce (1, 7, 8, 9, 12)
  - Małgorzata Liszak – skrzypce (1, 7, 8, 9, 12)
  - Jadwiga Dyla – skrzypce (1, 7, 8, 9, 12)
  - Aleksandra Kruszona – skrzypce (1, 7, 8, 9, 12)
  - Jolanta Brandys – altówka (1, 7, 8, 9, 12)
  - Wioletta Marecka – wiolonczela (1, 7, 8, 9, 12)
- realizator dźwięku: Wojciech Przybylski, asystent: Michał Wasyl
- miksowanie – Wojciech Przybylski w Studio S4, Warszawa, poza:
  - (3) „Powstanie” – miks: Roland McDermott w Tuff Gong Studio, Kingston, Jamajka,
  - (11) „W drogę”- miks: Umberto Echo w Elevator Studio, Monachium, Niemcy
- mastering – Wojciech Przybylski
- produkcja muzyczna: Marcin Pospieszalski
- zdjęcia: Radek Polak
- okładka: Sławomir Jurek